# Arma 2: Army of the Czech Republic
Arma 2: Army of the Czech Republic je poslední stahovatelný přídavek k české počítačové hře Arma 2 a jejímu datadisku Arma 2: Operation Arrowhead. Byl vydán 30. července 2012. Přidává do hry nové jednotky české armády, terény Bukovina a Bystřice, mise a možnosti využití stopovacího psa a zatopení oblastí.

## Hratelnost
Mezi addony přidané do hry jsou zbraně české výroby, jako CZ 805 BREN, CZ SCORPION EVO 3 nebo letecká technika Aero L-159 Alca a Mi-24V. Z obrněné techniky pak T-72M4CZ, BVP-1 či Pandur II. Datadisk dále přidává dva terény – Bystřici a Bukovinu – které jsou však pouhými výřezy původního terénu Černarus. Jejich vegetace ale byla upravena tak, aby více připomínala českou krajinu.

## Příběh
Jednotky české armády jsou vyslány do Bystřice (fiktivní země), kde končí občanská válka. Zde však musí čelit válečným zločincům terorizujícím civilní obyvatelstvo, jako je plukovník Mijovič, a obnovit pořádek. Jedním z vojáků poslaných do země je i hlavní hrdina Bohuslav Kouba.
Současně se české jednotky účastní bojů v Tákistánu, kde chrání projekty určené k obnově země zničené válkou.

## Zajímavosti
- Hlavní hrdina kampaně, Bohuslav Kouba, je synem Jiřího Kouby, který je hlavní postavou ČSLA modu pro Operaci Flashpoint.[2]
- Bohuslav Kouba je také jméno československého výsadkáře z druhé světové války.